# 世の中シュレッダー
「世の中シュレッダー」（よのなかシュレッダー）は、2008年3月19日に発売された、日本のロックバンドONE OK ROCK初の映像作品（DVD：AZBL-1）。

## 解説
2007年に開催したワンマンライブツアー『クアトロ"トロトロ"ツアー '07』の内から、12月28日の渋谷クラブクアトロ公演の映像を中心に、過去のライブ映像、オフショット映像に加え、「内秘心書」「努努-ゆめゆめ-」「エトセトラ」のPVが収録されている。

## 収録曲

### LIVE映像
1. 夜にしか咲かない満月
2. 皆無
3. Hey you！
4. 内秘心書
5. カラス
6. カゲロウ
7. 後悔役に立たず
8. ケムリ
9. 欲望に満ちた青年団
10. エトセトラ
11. Keep it real
12. Borderline
13. 努努-ゆめゆめ-
14. 過去は教科書に未来は宿題

### ミュージックビデオ
1. 内秘心書
2. 努努-ゆめゆめ-
3. エトセトラ